# 金牛座M65左輪手槍
金牛座M65（英語：Taurus M65）是一款由巴西槍械製造商金牛座國際槍械公司（英語：Taurus International）所設計和生產的現代化單／雙動操作6發式左轮手枪，發射.357 S&W馬格南或火力相對較弱的.38 S&W特種彈這二種手枪子彈。

## 設計特徵
金牛座M65是自1980年代初以來由金牛座所生產的固定瞄準具、雙動操作式警用武器。它催生了金牛座M66，一款配有可調節式瞄準具的左轮手枪，既可用於自衛亦可用於射擊運動。在隨後的數十年間，位於阿雷格里港的生產商研製了各款中型左輪手槍系列，包括金牛座669／689、金牛座608和金牛座M609。
這款左輪手槍是根據史密斯威森M10左輪手槍的原理而製造，但金牛座的卻裝有轉接桿和浮動式撞針。他們的握把是由易碎體或彈性體所製造。

## 應用
金牛座M65／M66被毒販（哥倫比亞和巴西）或美国執法機關所使用，在美國民間也被廣泛用作自衛武器。

## 外部連結
- （英文）—[https://www.taurususa.com/firearms/revolvers/65/65-revolvers-357-mag-38-special-p-6-round-matte-stainless/ （页面存档备份，存于） Taurus USA—65 Matte Stainless］
- （法文）—Site officiel Taurus France[永久]